# Home of the Giants
Home of the Giants is een film uit 2007 onder regie van Rusty Gorman.

## Verhaal
Robert "Gar" Gartland is een verslaggever voor een middelbare school en heeft een obsessie voor de plaatselijke basketbalspeler. Wanneer hij hem leert kennen, blijkt hij allesbehalve een idool te zijn...

## Rolverdeling
| Acteur             | Personage             |
| ------------------ | --------------------- |
| Haley Joel Osment  | Robert "Gar" Gartland |
| Ryan Merriman      | Matt Morrison         |
| Danielle Panabaker | Bridgette Bachman     |
| Kenneth Mitchell   | Keith Morrison        |
| Brent Briscoe      | Prock                 |